# Nelson Sáenz Miller
Nelson Sáenz Miller (18 de noviembre de 1965) es un deportista cubano que compitió en taekwondo,
Ganó una medalla de bronce en el Campeonato Mundial de Taekwondo de 1997, y cuatro medallas de oro en el Campeonato Panamericano de Taekwondo entre los años 1990 y 1998. En los Juegos Panamericanos consiguió dos medallas de oro en los años 1991 y 1995.

## Palmarés internacional
| Campeonato Mundial      | Campeonato Mundial        | Campeonato Mundial | Campeonato Mundial |
| Año                     | Lugar                     | Medalla            | Categoría          |
| ----------------------- | ------------------------- | ------------------ | ------------------ |
| 1997                    | Hong Kong (China)         | Medalla de bronce  | +83 kg             |
| Juegos Panamericanos    |                           |                    |                    |
| Año                     | Lugar                     | Medalla            | Categoría          |
| 1991                    | La Habana (Cuba)          | Medalla de oro     | +83 kg             |
| 1995                    | Mar del Plata (Argentina) | Medalla de oro     | +83 kg             |
| Campeonato Panamericano |                           |                    |                    |
| Año                     | Lugar                     | Medalla            | Categoría          |
| 1990                    | Bayamón (Puerto Rico)     | Medalla de oro     | +83 kg             |
| 1994                    | Heredia (Costa Rica)      | Medalla de oro     | +83 kg             |
| 1996                    | La Habana (Cuba)          | Medalla de oro     | +83 kg             |
| 1998                    | Lima (Perú)               | Medalla de oro     | +83 kg             |